# 五塊厝 (高雄市苓雅區)
五塊厝是臺灣高雄市苓雅區的一個地名，位於苓雅區最東側，鄰近三民區大港、獅頭及鳳山區，為苓雅區的四大舊聚落之一。明鄭時期已有張、王、吳、方、陳姓等隨軍開拓當地，以建「五間土厝」於此而得名。日治時期1924年，高雄街升格為高雄市，苓雅寮、林德官、過田仔均列入市域，而五塊厝則仍隸於鳳山街。昭和十年（1935），擴充高雄市行政區的編制，苓雅寮、過田子均設區役場；昭和十五年（1940），五塊厝從鳳山街劃入高雄市，又增設五塊厝區役場。

## 地理位置
古代五塊厝聚落位於今三多一路、輔仁路口，往北往南呈狹長型，現今仍可以從附近與後來重劃的規則道路不同的凌亂小巷看出昔日聚落形狀。北至四維一路74巷，西側為河北路、武慶三路178巷，東側為從福安公園北側一路向東南延伸的小巷，其延伸線大致接上到武仁街30巷，南側則為武仁街。日治時期，大字五塊厝的範圍則擴及整個苓雅區的凱旋路以東至該區邊界之間的地區。戰後，五塊厝改為地段，範圍縮小，五塊厝段今範圍大致為建國路以南，中正路以北，輔仁路以西，凱旋路以東的範圍。

苓雅區的四個區塊

## 行政區劃沿革
1909年為鳳山支廳七老爺區鳳山街大竹里五甲庄轄屬。1924年高雄設市後，五塊厝仍屬於鳳山街（今鳳山區）所管轄，直到1940年才劃入高雄市。

## 歷史
五塊厝的舊聚落分為大楊（現建國路以北，當時全為田野）、營頭（現今衛武營一帶）、頭前溝（當地對運河的俗稱）、坔存（指低窪地區，現今民生醫院一帶）。
1933年時，五塊厝有人口816人，其中有170人為平埔原住民族。

## 設施
- 政府機關
  - 勞動部勞工保險局高雄市辦事處
  - 外交部南部辦事處
  - 內政部移民署高雄市第一服務站
  - 財團法人海峽交流基金會南區服務處
  - 經濟部南部服務中心
  - 經濟部工業局高雄服務處
  - 經濟部智慧財產局高雄服務處
  - 法務部行政執行署高雄分署
  - 海洋委員會海巡署偵防分署高雄查緝隊
  - 交通部公路總局高雄市區監理所苓雅監理站
  - 高雄市政府衛生局
  - 高雄市政府運動發展局
- 文化設施
  - 衛武營國家藝術文化中心

- 公園與綠地：
  - 衛武營都會公園
  - 中正公園
  - 福安公園
  - 陳中和墓
  - 北凱旋公園
  - 南凱旋公園
  - 正道公園
  - 林靖公園

- 學校：
  - 高雄市私立三信高級家事商業職業學校
  - 高雄市私立道明高級中學
  - 高雄市私立國際高級商工職業學校
  - 高雄市立中正高級中學
  - 高雄市福東國民小學
  - 高雄市福康國民小學

- 宗教禮拜場所：
  - 五塊厝慈聖宮
  - 高雄關帝廟
  - 五塊厝慈聖宮
  - 五塊厝修福殿
  - 五塊厝關帝殿
  - 天主教聖味增德堂
  - 高雄清真寺
- 醫療院所：
  - 高雄市立凱旋醫院
  - 高雄市立民生醫院
  - 高雄市立中醫醫院
  - 國軍高雄總醫院
- 體育場地：
  - 中正運動場
  - 高雄市苓雅運動中心
  - 高雄市立國際游泳池
  - 高雄市立四維羽球場

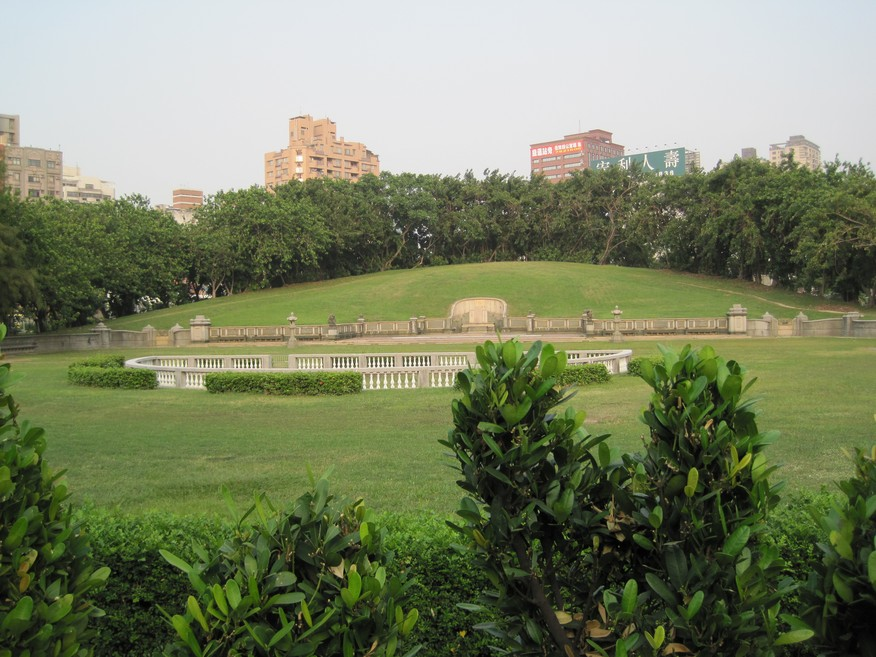
陳中和墓

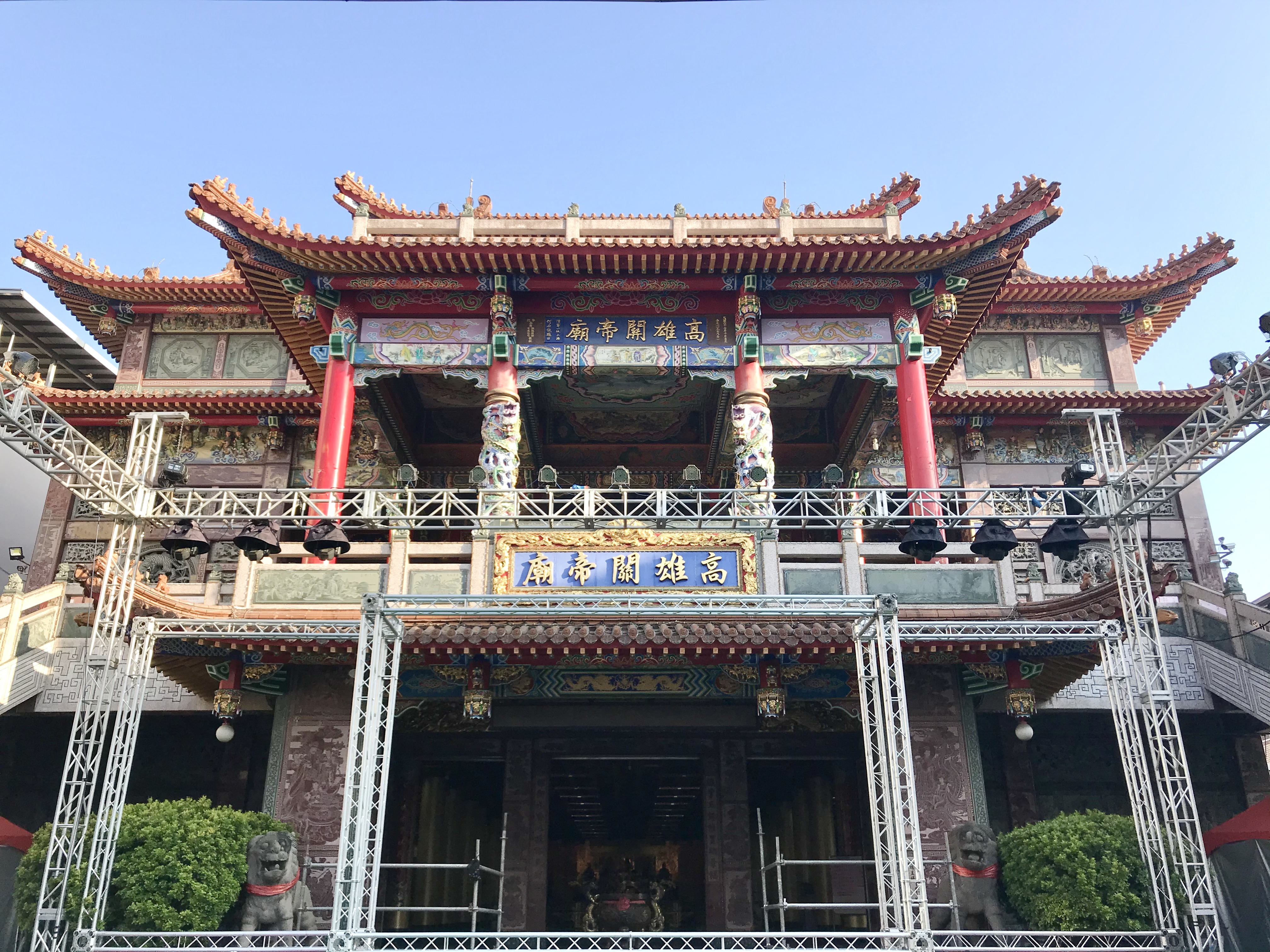
高雄關帝廟

  - 高雄市立青少年運動園區-包含籃球場、網球場、極限運動場

## 交通
高雄捷運在五塊厝境內共有三個站點，分別是五塊厝站、技擊館站及靠近苓雅區邊界的衛武營站。中山高速公路高雄交流道的中正路出口也位於此地。
高雄輕軌則有六個站點，分別是大順三路上的科工館站與聖功醫院站，凱旋路上的凱旋公園站、衛生局站、五權國小站和凱旋武昌站。

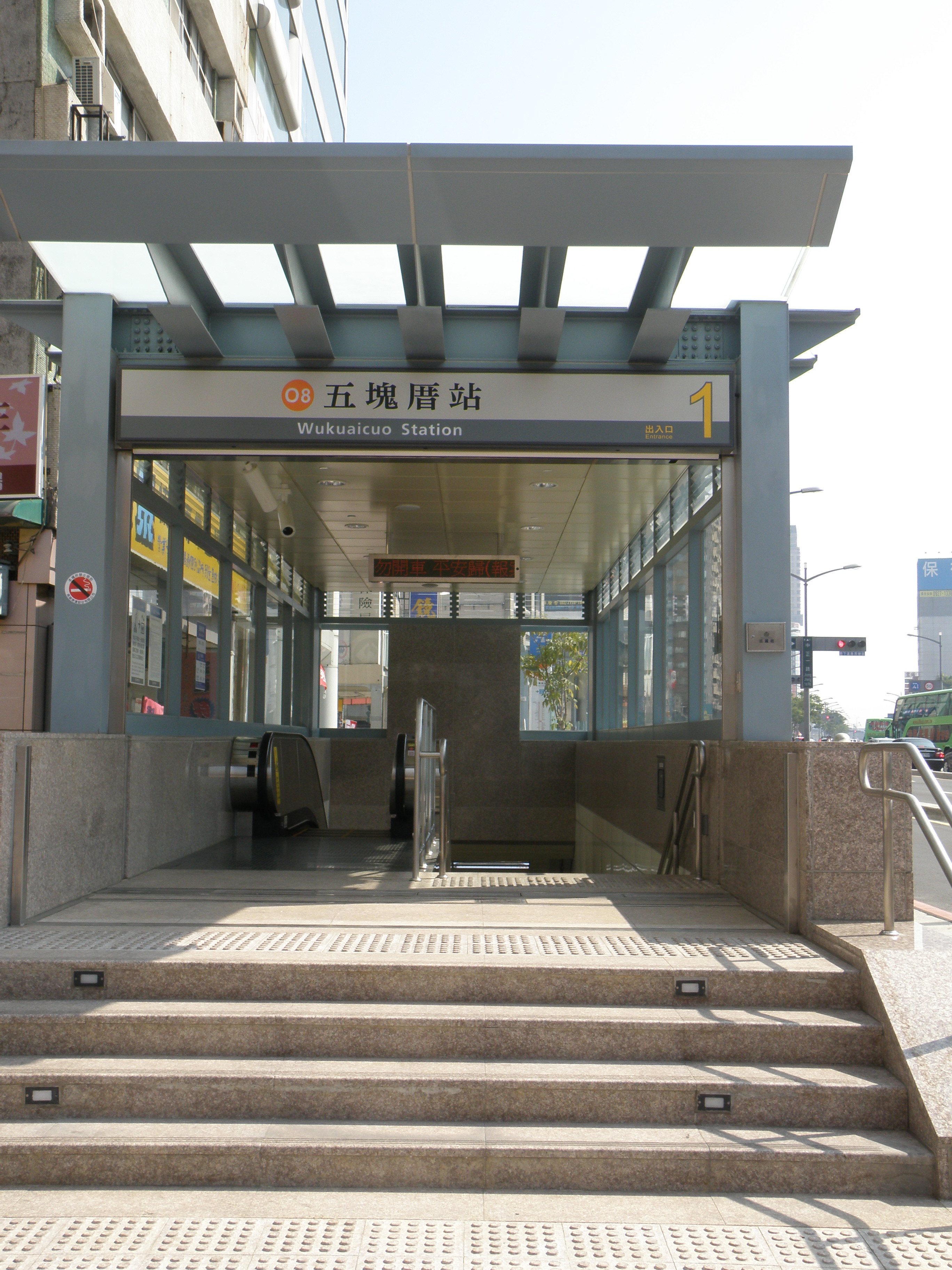
高雄捷運橘線五塊厝站
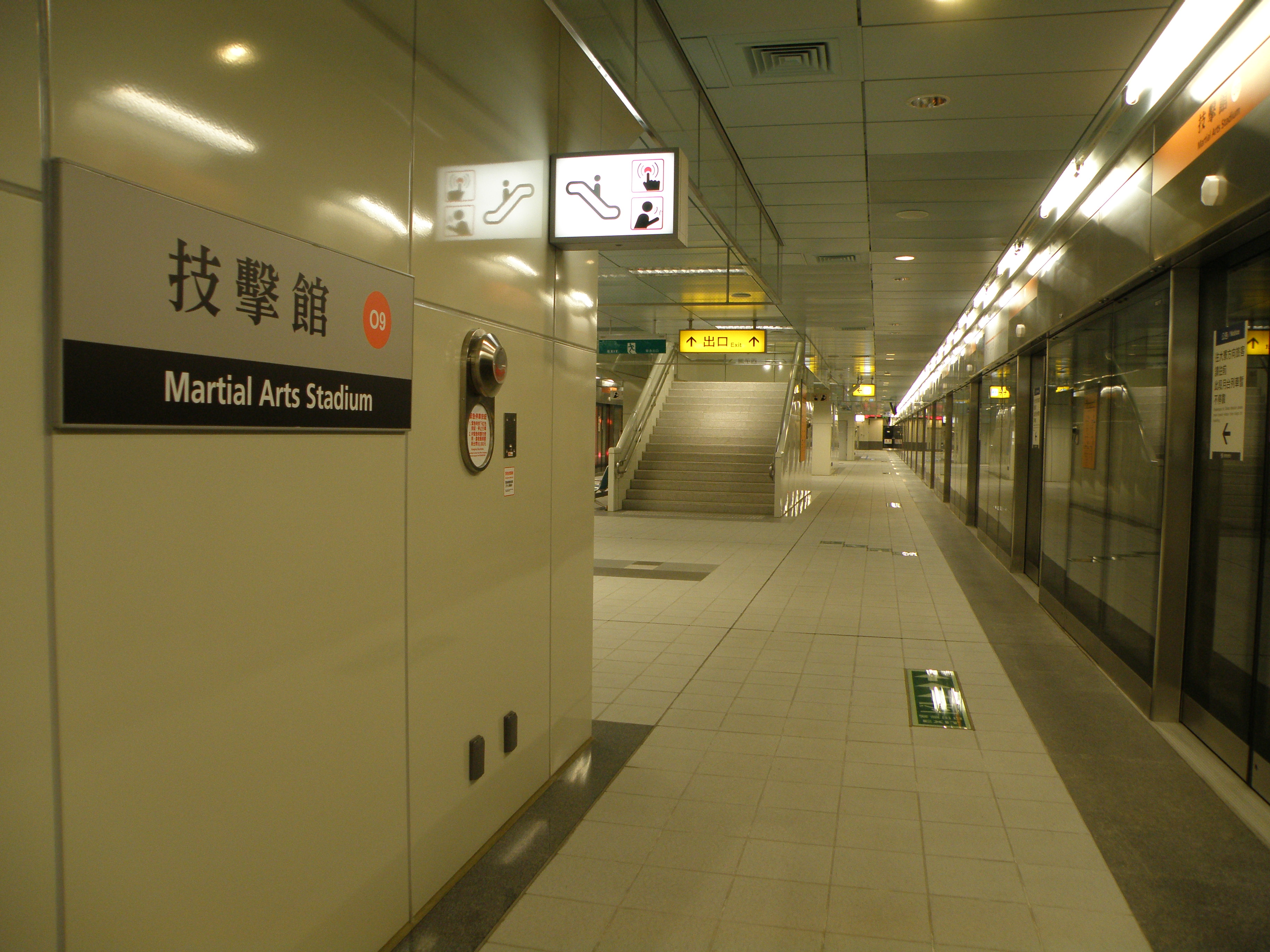
高雄捷運橘線技擊館站
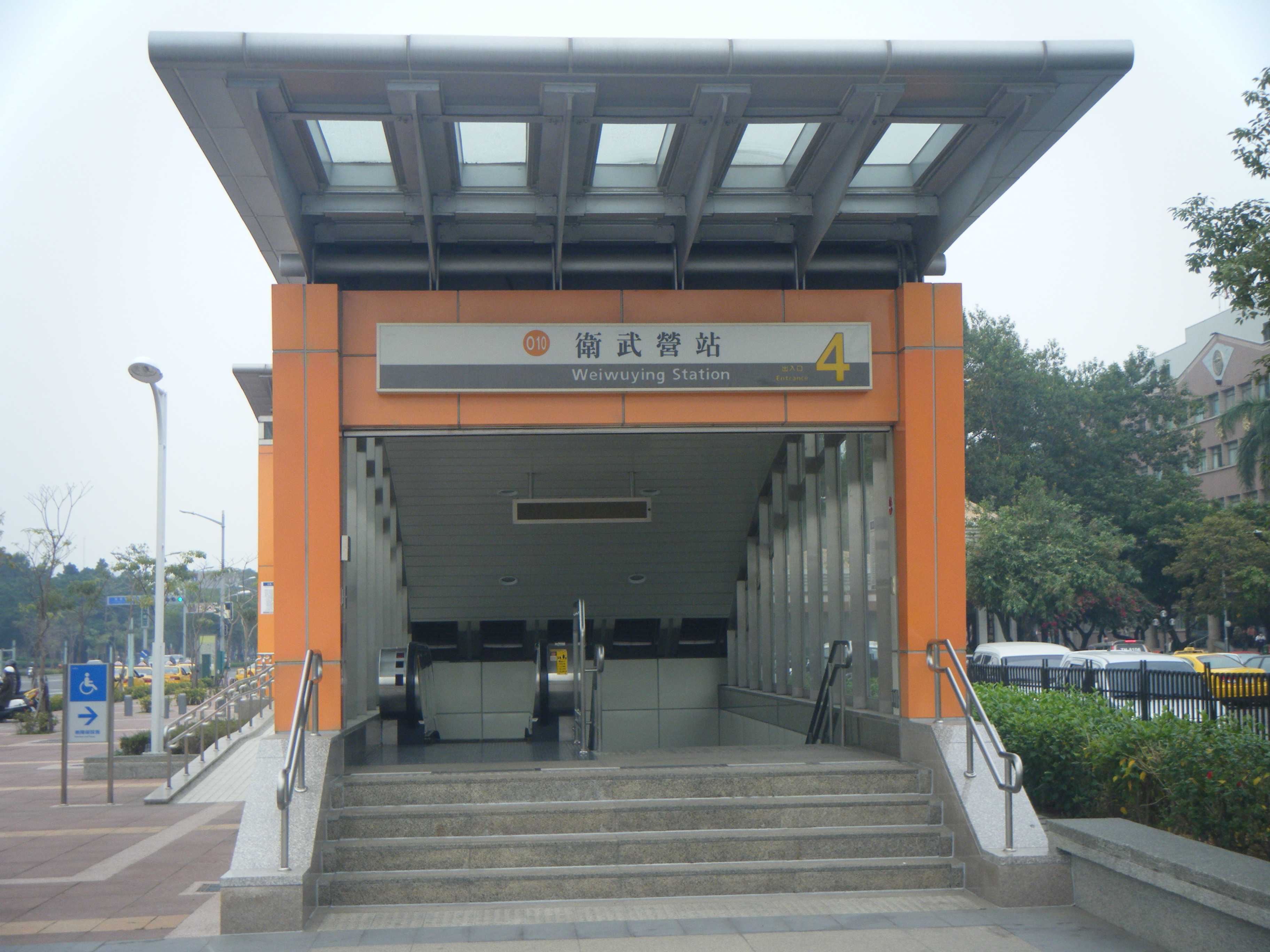
高雄捷運橘線衛武營站